# Tragedi i tre akter (film)
Tragedi i tre akter (engelska: Murder in Three acts) är en brittisk-amerikansk TV-film från 1986, producerad av Warner Bros. Television, med Peter Ustinov som Agatha Christies detektiv Hercule Poirot. Filmen regisserades av Gary Nelson och hade Jonathan Cecil i huvudrollen som Arthur Hastings, Tony Curtis och Emma Samms.
Filmen är baserad på Christies bok Tragedi i tre akter (1934), publicerad i USA under titeln Murder in Three Acts. Det var Ustinovs tredje och sista porträttering av Poirot på TV.

## Bakgrund
1974 släpptes Mordet på Orientexpressen med Albert Finney i huvudrollen som Hercule Poirot. Eftersom Finney inte kunde reprisera sin roll 1978 för uppföljaren Döden på Nilen fick Peter Ustinov rollen. Han repriserade rollen i Mord på ljusa dagen 1982, 13 vid bordet (1985), Död mans fåfänga och Tragedi i tre akter (1986).
En annan filmatisering av en av Christies romaner 1988, Döden till mötes, markerade Ustinovs sista porträtt av den belgiske detektiven.

## Handling
Poirot ansluter sig till sin assistent Hastings i Acapulco i Mexiko, där Hastings bor. De går på en fest där de andra gästerna inkluderar författaren Janet Crisp, den amerikanska skådespelaren Charles Cartwright, en präst som heter Babbington, Daisy Eastman och hennes dotter Egg, Dr Strange och Ricardo Montoya. Babbington dör av förgiftning, sedan blir Strange också förgiftad och Poirot jagar mördaren.
Den största förändringen från den ursprungliga berättelsen är flytten av handlingen från London till Acapulco. I boken är Poirots assistent Satterthwaite, som ersätter Hastings, men i filmen återinsätts Hastings i sin vanliga roll. Christies engelske teaterskådespelare Sir Charles Cartwright förvandlas till Charles Cartwright, en amerikansk filmstjärna.
En version som gjordes 2010 i Poirot-serien med David Suchet i huvudrollen återställde titeln "Tragedi i tre akter", samt återinsatte Sir Charles Cartwright (spelad av Martin Shaw) som en engelsk skådespelare.

## Rollista
Rollistan består av:
- Peter Ustinov som Hercule Poirot
- Jonathan Cecil som kapten Arthur Hastings
- Tony Curtis som Charles Cartwright
- Emma Samms som Jennifer "Egg" Eastman
- Dana Elcar som Dr Strange
- Lisa Eichhorn som Cynthia Dayton
- Nicholas Pryor som Freddie Dayton
- Fernando Allende som Ricardo Montoya
- Pedro Armendáriz, Jr. som överste Mateo
- Frances Lee McCain som Miss Milray
- Marian Mercer som Daisy Eastman
- Diana Muldaur som Angela Stafford
- Concetta Tomei som Janet Crisp
- Philip Guilmant som kyrkoherden Mr Babbington
- Jacqueline Evans som Mrs Babbington
- Martin LaSalle som doktorn
- Alma Levy som sjuksköterskan
- Julio Monterde som managern